# Roma Pallavolo
La Roma Pallavolo è stata una società pallavolistica femminile di Roma.

## Storia della società
Sorta nel 1988 per iniziativa del giornalista RAI Mario Mattioli, la squadra fu promossa in Serie A2 per la prima volta nel 1992, vincendo il campionato di Serie B1. Nel 1997 la squadra Juniores ottenne un bronzo al Campionato Nazionale.
Dalla stagione 1992-93 alla stagione 2009-10 ha militato ininterrottamente in Serie A2.